# Краселюк, Иван Никитич
Иван Никитич Краселюк (1873 — ?) — крестьянин, депутат Государственной думы II созыва от Киевской губернии.

## Биография
По национальности украинец («малоросс»). Крестьянин из местечка Гоменово Чигиринского уезда Киевской губернии. Выпускник церковно-приходское училища. Служил аппаратчиком на сахарном заводе. В марте 1907 был привлечён к уголовной ответственности за распространение революционной литературы. Во время выборов в Думу оставался внепартийным. Занимался земледелием на наделе площадью 4 десятины.
6 февраля 1907 избран во Государственную думу II созыва от общего состава выборщиков Киевского губернского избирательного собрания. Вошёл в состав Трудовой группы и фракции Крестьянского союза и в Украинскую громаду. Членом думских комиссии не состоял. Выступления в Думе неизвестны.
Дальнейшая судьба и дата смерти неизвестны.

### Рекомендуемые источники
- Российский государственный исторический архив. Фонд 1278. Опись 1 (2-й созыв). Дело 214; Дело 603. Лист 17.